# Ncurses
ncurses (ang. new curses) – kontynuacja biblioteki curses z BSD. Dostarcza ona funkcji do obsługi terminala tekstowego niezależnie od jego typu (korzysta z terminfo lub termcap), z optymalizacją (ekran nie jest odrysowywany w całości). Umożliwia ona tworzenie aplikacji z interfejsem przypominającym interfejs graficzny. Pozwala ona także zmniejszyć opóźnienie odczuwane podczas użytkowania zdalnych shelli Unixowskich.
W ncurses ekran składa się z nakładających się na siebie wirtualnych okien, których korzeniem jest okno stdscr, którego nie można przesuwać, ani zmieniać jego rozmiaru (zawsze ma rozmiar terminala).
Biblioteka ta jest dostępna na licencji MIT wraz z pełnym kodem źródłowym.
Ważniejsze programy wykorzystujące ncurses do obsługi interfejsu to na przykład Aptitude, Midnight Commander, Eksperymentalny Klient Gadu-Gadu, Kismet, VLC.